# 유럽 고속도로 571호선
유럽 고속도로 571호선(European Route E571)은 슬로바키아의 브라티슬라바에서 출발하여 즈볼렌을 거쳐 코시체까지 이르는 B-클래스급 고속도로로, 총 연장은 약 403 km이다.

## 경로
- 슬로바키아
  - E58, E65, E75, E575 : 브라티슬라바
  - E77 : 즈볼렌
  - E50, E71 : 코시체